# Madii Himbury
Madii Himbury (7 dicembre 1994) è una sciatrice freestyle australiana, specialista nelle gobbe.

## Biografia
In Coppa del Mondo ha esordito il 9 gennaio 2015 a Deer Valley (20ª).
Nel 2018 ha preso parte ai XXIII Giochi olimpici invernali a Pyeongchang venendo eliminata nel primo turno della finale e classificandosi ventesima nella gara di gobbe.

## Palmarès

### Coppa del Mondo
- Miglior piazzamento in classifica generale: 26ª nel 2017.